# マンダジ
マンダジ（スワヒリ語: Mandazi, Maandazi）は、スワヒリ海岸地域が発祥の揚げパンの一種である。ガーナやナイジェリアなどの西アフリカ諸国では、ボフロット（bofrot）やパフパフとも呼ばれている。ケニアとタンザニアの海岸地域に住んでいるスワヒリ族の主要料理の一つである。この料理は、作るのが簡単であり、他の料理やディップと一緒に食べたり、そのまま軽食として食べたりすることができ、また、保存や再加熱をして食べることができるため、この地域で人気がある。

## 特徴
マンダジはドーナツに似ており、少し甘めの味付けであるが、一般的にはアメリカで一般的なスタイルのドーナツよりも甘さが控えめで、グレーズやアイシングをかけずに食べるのが一般的である。
調理の際にサモサのように三角形にすることが多いが、円形や楕円形にすることもある。
調理するとふわふわとした食感になる。また、具材を変えることで味の違いを楽しむことができる。

## 調理

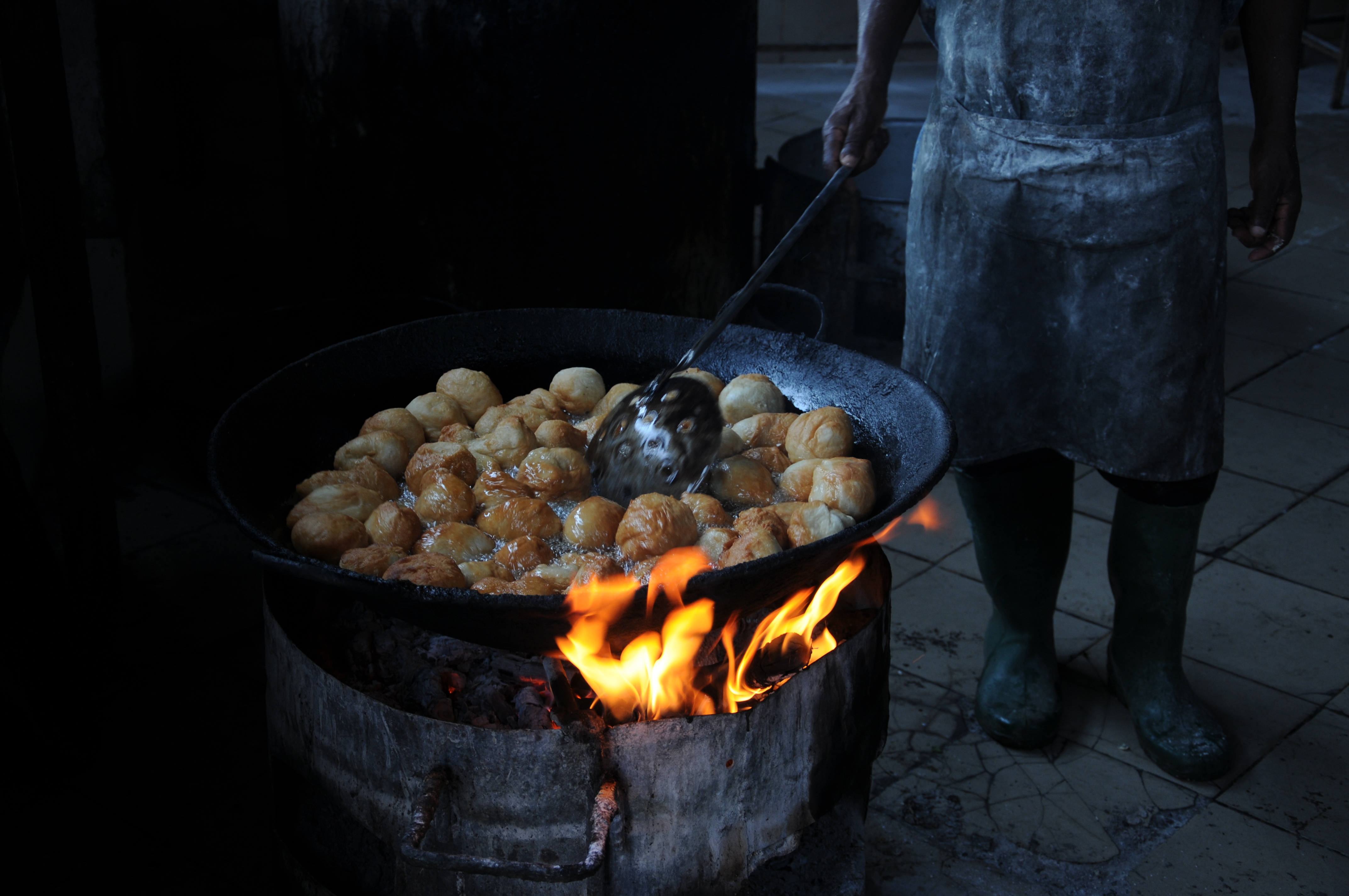
調理されるマンダジ

マンダジは、生地に油脂を塗ってさっと焼いて作られる。
マンダジの材料としては、水、砂糖、穀粉、酵母、乳などが一般的であり、また、甘みを出すためにココナッツミルクを加えることもある。ココナッツミルクを加えた場合には、マンダジは一般的にマハムリまたはマムリと呼ばれる。
また、ピーナッツやアーモンドなどを使うことで、違った味わいを楽しむことができる。調理した後は、温かいままでも、冷ましてからでも食べることができる。
アフリカ大湖沼地域ではいろいろなものと一緒に食べられるので人気があり、朝や前日の夜に作って朝食と一緒に食べ、夜に再加熱して夕食にするのが一般的である。
マンダジは、お茶や新鮮なフルーツジュースと一緒に食べたり、そのままおやつとして食べたりするのが一般的である。ディップには、フルーツフレーバーのものが多く用いられ、様々な味を加えることができる 。また、マンダジは食後のデザートとしても食べられ、甘みを加えるために粉糖やシナモンシュガーを添えて食べることが多い。